# Decachaetophora aeneipes
Decachaetophora aeneipes (лат.) — вид двукрылых насекомых семейства муравьевидок. Единственный представитель своего рода.

## Внешнее строение
Небольшие мухи длиной 4,2—4,5 мм. Грудь и большая часть головы чёрные, покрыты сероватым налётом. Третий членик усиков округлой формы, у основания красноватый. Лицо и щёки желтоватые в сером налёте. Высота щёк в 7—8 раз меньше высоты глаза. У основания рта 1 или 2 пары вибрис. Около внутреннего края каждого глаза расположены три короткие щетинки, которые называются (снизу вверх) орбитальными, внутренними теменными и затемёнными. Пара щетинок имеется на бугорке, на котором расположены простые глазки. За этим бугорком расположены пара затемнённых щетинок. Основания бёдер всех ног, передние тазики и вертлуги жёлтые. Остальные части ног чёрные. Крылья прозрачные, длиннее брюшка. Передние бёдра с тонкой щетинкой у основания. Бедра задних ног с 1 или 2 вершинными щетинками на передней поверхности. Задние голени на вершине слегка расширены. Базально-медиальная и базально-радиальная ячейки, расположенные у основания крыла, не слиты. Крыловая и грудная чешуйки у основания крыльев белые. Жужжальца беловатые. Брюшко чёрное, блестящее. Два первых тергита брюшка слиты в синтергит. Брюшко за синтергитом без перетяжки.

## Биология
Мухи встречаются на пастбищах, около выгребных ям, на экскрементах крупного рогатого скота и свиней.

## Распространение
Вид отмечен в Афганистане, Пакистане, Индии, Непале, Шри-Ланке, Монголии, Китае (провинции Ганьсу и Сычуань), Тайване, Корее, Японии и США. В России известен из Приморского края, Амурской и Сахалинской областей.